# Programa ATF

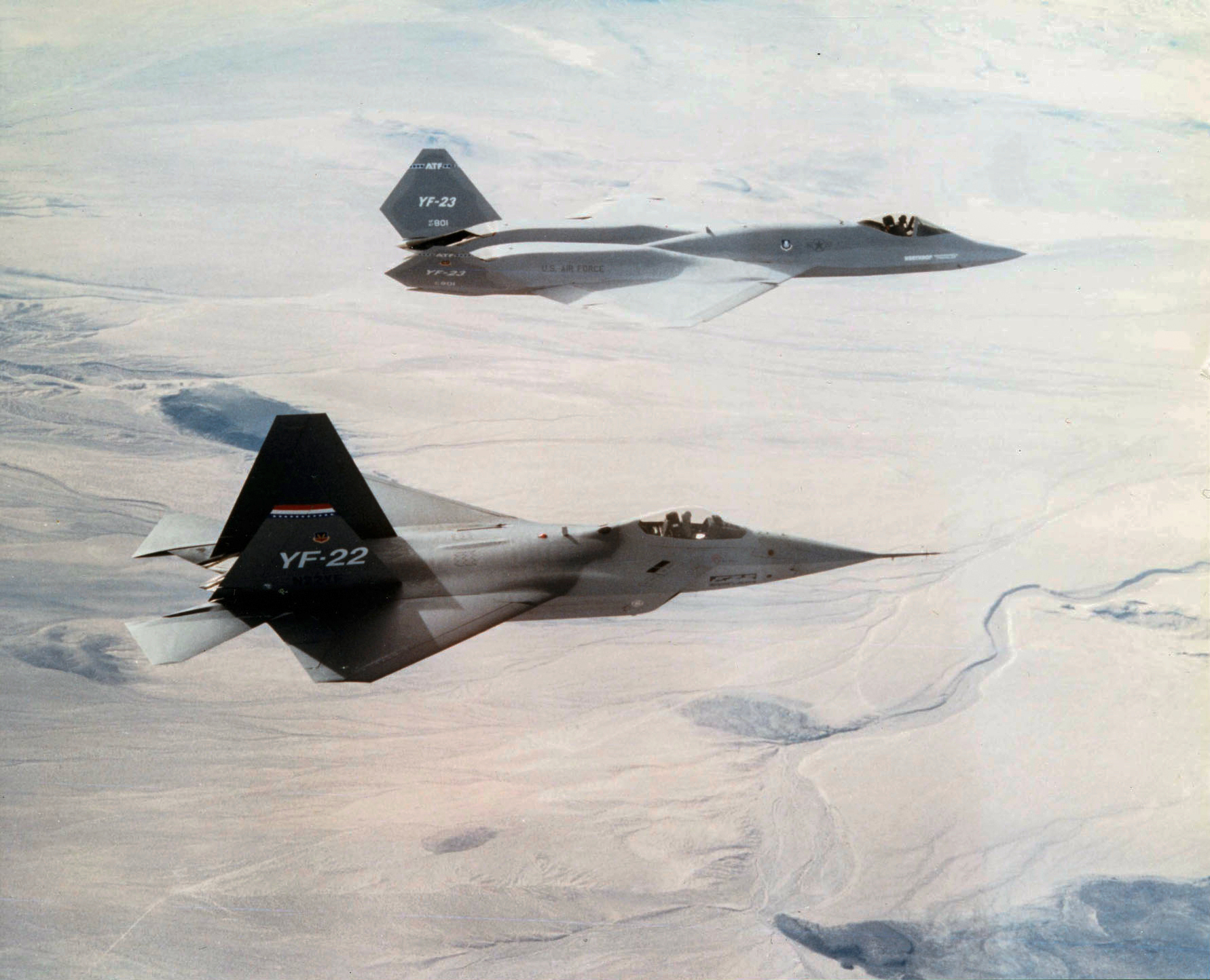
YF-22 y YF-23

El ATF (Advanced tactical figther o luchador táctico avanzado) fue un programa de demostración de los Estados Unidos para elegir su futuro caza de combate, para contrarrestar las amenazas del Sukohi su-27 y el Mikoyan Mig-29 y para reemplazar al F-15 Eagle. Los gigantes Lockheed Martin y Northrop Grumman fueron los seleccionados para crear los prototipos YF-22 y YF-23.

### Historia
El programa fue concebido en 1981 y oficialmente se lanza el programa ATF (Advanced Tactical Fighter o el luchador táctico avanzado). Cabe destacar que en la nomenclatura de la Fuerza Área de los Estados Unidos designa a sus aviones con la letra "F" (figther) a los cazas de combate usados para atacar a otros aviones, mientras que a los aviones de ataque a tierra se le designa con la letra "A" (Attack), un ejemplo muy famoso es el del A-10 thunderbolt ll. De aquí a pesar de tener el proyecto la letra F en realidad estaba pensado hacer un avión de ataque. El proyecto estuvo destinado para concebir un caza de nueva generación y que reemplazará al F-15 Eagle y las amenazas rusas con los Sukhoi su-27 y Mikoyan Mig-29. Tenía que ser un caza de superioridad aérea, con capacidades furtivas y una velocidad igual o mayor que el F-15 Eagle. Las propuestas tenían que ser de materiales compuestos, para obtener una menor firma de radar, y una velocidad de súper crucero. También tenía que tener sistemas avanzados de fly-by-wire, propulsores con mayor potencia y tecnología furtiva.
A finales de 1984 los requisitos del ATF se habían establecido en un caza que su peso máximo de despegue fuera de 23.000kg un radio operacional de 1.300km y una velocidad súper crucero de Mach 1,4 a Mach 1,5. Tendría que tener la capacidad de operar en una pista de 610m. En mayo de 1983 se publicó una solicitud de propuestas para el motor del caza, llamado Joint Advanced Fighter Engine (JAFE). Pratt & Whitney y General Electric recibieron contratos para el desarrollo y la producción de prototipos de motores en septiembre de 1983.

#### Propuestas
En mayo de 1986, la Fuerza Aérea cambió la solicitud de propuestas para que la selección final implicara prototipos voladores. En julio de 1986, Boeing, General Dynamics, Lockheed, Northrop y McDonnell Douglas proporcionaron propuestas de las cuales se eligieron dos, la de Northrop y la de Lockheed, las cuales acabarían siendo el YF-23 y el YF-22.

#### Ganador
Tras la revisión de las dos propuestas la propuesta ganadora fue la de Lockheed, que acabó convirtiéndose en el actual caza F-22. La propuesta de Lockheed fue seleccionada por su espectacular demostración que supo demostrar sus capacidades, mientras que el YF-23 no demostró bien sus capacidades en vuelo, algunas fuentes aseguran que el YF-23 era mejor que le raptor, pero que aun así perdió.